# Scyphophorus acupunctatus
El picudo del agave (Scyphophorus acupunctatus) es una especie de coleóptero polífago de la familia de los gorgojos, Curculionidae, propio de América. Es una de las principales plagas que atacan la yucca y varias especies de maguey (Agave spp., entre ellos el maguey pulquero (Agave salmiana) y el maguey azul (Agave tequilana), de los que se produce el mezcal y el tequila respectivamente, el Agave americana, empleado como ornamental, y el Agave sisalana, empleada para la obtención de fibra sisal. Su larva, conocida como "gusano rojo" o "gusano del maguey", es precisamente la especie que se emplea habitualmente para dar sabor al mezcal.

## Descripción
El picudo del agave es el más grande de su género; alcanza los 28 mm de longitud, de los cuales una parte significativa corresponde a su distintivo pico alargado, que emplea para barrenar la superficie del maguey. Es negro, y carece de alas funcionales, lo que no impide que se desplace rápidamente. La larva es blanquecina, y alcanza hasta un centímetro de diámetro y cinco de largo.

## Reproducción
El adulto perfora las pencas u hojas del agave para alimentarse del centro suculento, y deposita sus huevos en el interior de la roseta; normalmente es portador de la bacteria Erwinia carotovora, que ataca y corrompe el agave, pero inclusive sin el efecto de esta las larvas que nacen a los pocos días se alimentan de los tejidos blandos del interior del agave, destruyéndolo irremediablemente. Alrededor de los 30 días de edad forman una pupa, de la que emergerá el adulto un mes más tarde.

## Usos alimentarios
Las larvas del picudo del agave son una excelente fuente alimentaria; los estudios llevados a cabo por Conconi et al (1984) indican un contenido de proteína del 81 %, altas concentraciones de triptófano y un sabor agradable. Se venden habitualmente en los mercados para consumo humano, asadas o tostadas.
Aunque la costumbre es relativamente reciente, hoy las larvas se emplean frecuentemente por varias marcas de mezcal para dar sabor a la bebida. Una larva entera se deposita en la botella, normalmente tras haber sido previamente curada en alcohol puro. Se ignora exactamente donde y cuando se originó la práctica; de acuerdo a Valle Septién, fue Jacobo Lozano Páez, un embotellador de Matatlán, quien puso por primera vez a la venta el mezcal con gusano.
Contra la creencia popular, ni la larva de S. acupunctatus ni ninguna otra se emplean en el embotellado del tequila; de hecho, existe una ley que impide la introducción de las mismas en el tequila producido bajo ese nombre en México.